# Sambo (sztuka walki)
Sambo (ros. самбо) – powstała w 1. połowie XX wieku sztuka walki łącząca techniki judo z regionalnymi odmianami zapasów z terenu dawnego ZSRR. Jest uznawana za dyscyplinę sportową.

## Historia
Od początku lat 20. XX wieku w ZSRR trwały studia nad stworzeniem uniwersalnego systemu walki wręcz dla potrzeb Armii Czerwonej. Głównym pracom przewodzili (niezależnie od siebie) Wasilij Oszczepkow (ekspert judo, uczeń Jigorō Kanō) oraz Władimir Spiridonow (ekspert zapasów i jujutsu). Głównym celem badań było znalezienie optymalnego połączenia technik narodowych sztuk walki z terenów ZSRR z technikami dalekowschodnich i w mniejszym stopniu zachodnioeuropejskich stylów walki w jeden efektywny system walki wręcz. 
Efektem prac Spiridonowa było wydanie w 1927 roku instruktażu pt. САМозащита Без Оружия (SAMozaszczita Bez Orużyja) – w skrócie самбо co znaczy „Samoobrona bez broni/oręża”, który stał się podstawowym podręcznikiem walki wręcz dla Armii Czerwonej, Milicji i służb specjalnych.
Zwieńczeniem starań Oszczepkowa (został w międzyczasie zamordowany podczas wielkiej czystki), Spiridonowa, a w późniejszym okresie również Anatolija Charłampiewa było nadanie sambo statusu oficjalnego sportu walki ZSRR (16 listopada 1938 r.).
W 1966 roku FILA oficjalnie uznała sambo jako sport i roztoczyła nad nim swój patronat. W 1967 roku w Rydze zorganizowano pierwszy w historii międzynarodowy turniej sambo (wystartowali zawodnicy z ZSRR, Jugosławii, Bułgarii, Mongolii i Japonii), w 1972 roku odbyły się pierwsze mistrzostwa Europy, a rok później pierwsze mistrzostwa świata. W 1984 roku na zjeździe FILA w Szwecji postanowiono wyodrębnić sambo ze struktur zapaśniczych i powołać niezależną światową organizację regulującą ten sport. W tym samym roku na zjeździe założycielskim w Madrycie powstała Federation Internationale Amateur de Sambo (FIAS).

## Odmiany
Mimo że sambo oryginalnie powstało jako jednolity system walki, obecnie można wyróżnić trzy jego główne style:
- Sambo sportowe (Борьбa Cамбо) - stylowo zbliżone do jujutsu oraz zapasów, polega na walce w stójce oraz parterze za pomocą chwytów; dozwolonych jest większość dźwigni, rzuty, trzymania; zabronione są duszenia). 
Amerykańską odmianą sambo sportowego jest tzw. freestyle sambo, w odróżnieniu od klasycznej wersji rosyjskiej dopuszczone jest stosowanie większej gamy chwytów (przede wszystkim duszeń), jego reguły zostały skodyfikowane w 2004 roku przez American Sambo Association[5].
- Sambo bojowe (Боевое Самбо) - podstawowy styl, używany w celach militarnych i samoobrony cywilnej, kładzie nacisk na walkę przeciwko uzbrojonemu przeciwnikowi; zawiera wszelkie techniki obezwładniania przeciwnika (chwyty oraz uderzenia), a także techniki walki bronią (nożem, bagnetem, pałką itp.); występuje również w wersji sportowej, w której dozwolone są wszelkie chwyty w parterze i stójce (w tym duszenia) oraz uderzenia w stójce (w tym kolanami i łokciami); wszechstronność sambo bojowego sprawia, że przedstawiciele tego stylu odnoszą znaczące sukcesy w MMA (np. Fiodor Jemieljanienko, Aleksandr Jemieljanienko, Andrej Arłouski, Siergiej Charitonow, Chabib Nurmagomiedow).
- Sambo militarne - zbiorcze określenie różnorodnych wyspecjalizowanych wariacji sambo, które wyewoluowały z sambo bojowego wraz ze zmieniającymi się wymaganiami współczesnego pola walki; co do zasady przeznaczone do wyłącznego użytku jednostek specjalnych Sił Zbrojnych Federacji Rosyjskiej (specnazu), sił szybkiego reagowania policji (np. oddziałów antyterrorystycznych) oraz formacji Federalnej Służby Bezpieczeństwa. Zawiera techniki neutralizowania przeciwnika metodami, które mogą wywoływać trwałe kalectwo lub śmierć.

## Strój
W sportowych wersjach sambo zawodnicy (sambiści) noszą podobne do keikogi kurtki (ros. курткa), zawsze w kolorze niebieskim i czerwonym. Uzupełnienie stanowią spodenki i pas (w kolorze kurtki) oraz specjalne buty zwane „sambówkami” (самбовки). Zawodnicy sportowego sambo bojowego noszą dodatkowo cienkie, umożliwiające chwytanie rękawice oraz kask (zgodnie z zasadami FIAS).

## Organizacje
Największą międzynarodową organizacją sambo jest Międzynarodowa Federacja Sambo (Sambo International Federation, dawniej: Federation Internationale Amateur de SAMBO, FIAS). Wraz z innymi międzynarodowymi federacjami sportowymi jest zrzeszona w SportAccord i uznawana przez MKOl. FIAS organizuje doroczne mistrzostwa świata oraz imprezy rangi kontynentalnej, zarówno w sambo sportowym (kobiety i mężczyźni), jak i bojowym (tylko mężczyźni). W 1993 roku nastąpił rozłam, spowodowany wyjściem ze struktur FIAS najbardziej wpływowego z narodowych związków − Wszechrosyjskiej Federacji Sambo, która zaczęła organizować (również pod logiem i nazwą FIAS) własne zawody (tzw. FIAS-Wschód). Spór został zażegnany w 2005 roku, kiedy to doszło do unifikacji obu federacji. 
Mniejszą, konkurencyjną względem FIAS organizacją, która skupia się wyłącznie na bojowej odmianie sambo, jest Światowa Federacja Sambo Bojowego (World Combat Sambo Federation, WCSF). Jej obszar działania ogranicza się głównie do Europy Wschodniej (Rosja, Ukraina).